# Ергономија
Ергономија је наука која се бави дизајном производа тако да они најбоље буду прилагођени људском телу.
Ергономија се углавном схвата како је то дефинисано у претходној дефиницији. Ипак, она, у суштини, али и садржајно јесте мулти и интердисциплинарна наука која се бави системом човек-машина како би се машина прилагодила човековим био-психо-социјалним ограничењима и захтевима како би употреба машине била ефикаснија, безбеднија и поузданија. Под појмом машина подразумева се сваки материјални предмет са којим човек долази у додир приликом обављања неког посла, тако да је машина тастатура рачунара, обична оловка, али и локомотива, аутомобил, авион итд. На почетку настанка ове науке, непосредно после Другог светског рата, акценат је био на прилагођавање машине (схваћене на претходан начин) људском телу и његовим ограничењима. Ипак, данас се не може занемарити да човекова психичка и социјална ограничења, потребе, захтеви могу бити такође лимит у коришћењу неког средства и да и њих треба учитавати приликом пројектовања техничког средства или техничког система.
Настанак ергономије се везује за брзи развој технике и техничких средстава која су била све савршенија и ефикаснија, али се онда јавио човек као онај који својим ограничењима постаје лимитирајући фактор његовог развоја. На пример, технички узевши неко најсавршеније средство није „ергономско“ ако га човек са својим био-психо-социјалним карактеристикама не може да ефикасно користи и то је данас лимитирајући фактор техничког и технолошког развоја.
Ергономијом се данас баве биолози, антрополози, психолози, социолози..., али сва знања која носи свака од набројаних и не набројаних струка не значи ништа ако се не интегришу у скуп јединствених и усклађених захтева који се морају поставити пред пројектанта или дизајнера техничког средства да би оно задовољило све потребе и захтеве човека. 
У Србији ергономија се изучава на Факултету заштите на раду у Нишу.
Једноставан пример примене ергономије је столица за секретарицу: 
- Висина седишта може да се подешава - да ноге не би висиле већ да додирују (тј да се ослањају) на под.
- Да има рукохвате да приликом куцања на тастатури надлактице буду ослоњене, да се руке и рамена мање замарају.
- Наслон столице треба да придржава део кичме у лумбалном делу.
- Столица треба да има могућност окретања у круг да би се могао опслуживати сто који је у облику ћириличног слова „Г“ - један део рачунарски други део за писање...
- Столица треба да има точкове да се малим одгуривањем ногама може прићи неком ближем орману без устајања и сл...